# Corée du Nord aux Jeux olympiques
La Corée du Nord (république populaire démocratique de Corée) participe aux Jeux olympiques depuis les Jeux olympiques d'hiver de 1964. Lors de cette première année, elle participe uniquement aux Jeux olympiques d'hiver. Huit ans plus tard, en 1972, elle participe aux Jeux olympiques d'été pour la première fois. Depuis lors, la Corée du Nord a concouru à 10 olympiades d'été mais a boycotté les éditions de 1984 (Los Angeles, États-Unis) et de 1988 (Séoul, Corée du Sud), et a renoncé à l'édition de 2021 à Tokyo en raison officiellement de la pandémie de Covid-19.  
La Corée du Nord n'a participé qu'à 8 des 13 derniers Jeux olympiques d'hiver. En 2018, elle participe aux Jeux de Pyeongchang et ses athlètes défilent avec ceux de la Corée du sud sous le drapeau coréen unifié. Au total, 57 médailles, dont 2 aux Jeux d'hiver, ont été remportées par le pays.

## Histoire
Le Comité national olympique nord-coréen a été fondé en 1953, mais il faut attendre 1957 pour qu'il soit reconnu par le Comité international olympique.  
Au cours de la politique du rayon de soleil entre 1998 et 2007, la Corée du Nord et la Corée du Sud défilent symboliquement au sein d'une même équipe lors des cérémonies d'ouverture des Jeux olympiques d'été de 2000 et de 2004, mais concourent séparément lors des épreuves. (Voir : Corée aux Jeux olympiques.)

## Tableau des médailles

### Par année
| Année               | Athlètes          | Médaille d'or, Jeux olympiques | Médaille d'argent, Jeux olympiques | Médaille de bronze, Jeux olympiques | Total             | Rang              |
| Munich 1972         | 37                | 1                              | 1                                  | 3                                   | 5                 | 22e               |
| Montréal 1976       | 38                | 1                              | 1                                  | 0                                   | 2                 | 21e               |
| Moscou 1980         | 57                | 0                              | 3                                  | 2                                   | 5                 | 26e               |
| Los Angeles 1984    | N'a pas participé | N'a pas participé              | N'a pas participé                  | N'a pas participé                   | N'a pas participé | N'a pas participé |
| Séoul 1988          | N'a pas participé | N'a pas participé              | N'a pas participé                  | N'a pas participé                   | N'a pas participé | N'a pas participé |
| Barcelone 1992      | 64                | 4                              | 0                                  | 5                                   | 9                 | 16e               |
| Atlanta 1996        | 24                | 2                              | 1                                  | 2                                   | 5                 | 33e               |
| Sydney 2000         | 31                | 0                              | 1                                  | 3                                   | 4                 | 60e               |
| Athènes 2004        | 36                | 0                              | 4                                  | 1                                   | 5                 | 57e               |
| Pékin 2008          | 63                | 2                              | 2                                  | 2                                   | 6                 | 34e               |
| Londres 2012        | 51                | 4                              | 0                                  | 2                                   | 6                 | 20e               |
| Rio de Janeiro 2016 | 31                | 2                              | 3                                  | 2                                   | 7                 | 34e               |
| Tokyo 2020          | N'a pas participé | N'a pas participé              | N'a pas participé                  | N'a pas participé                   | N'a pas participé | N'a pas participé |
| 2024 Paris          | 16                | 0                              | 2                                  | 4                                   | 6                 | 68                |
| Total               | 448               | 16                             | 19                                 | 24                                  | 56                | 42e               |

| Année               | Athlètes          | Médaille d'or, Jeux olympiques | Médaille d'argent, Jeux olympiques | Médaille de bronze, Jeux olympiques | Total             | Rang              |
| Innsbruck 1964      | 13                | 0                              | 1                                  | 0                                   | 1                 | 13e               |
| Grenoble 1968       | N'a pas participé | N'a pas participé              | N'a pas participé                  | N'a pas participé                   | N'a pas participé | N'a pas participé |
| Sapporo 1972        | 6                 | 0                              | 0                                  | 0                                   | 0                 | -                 |
| Innsbuck 1976       | N'a pas participé | N'a pas participé              | N'a pas participé                  | N'a pas participé                   | N'a pas participé | N'a pas participé |
| Lake Placid 1980    | N'a pas participé | N'a pas participé              | N'a pas participé                  | N'a pas participé                   | N'a pas participé | N'a pas participé |
| Sarajevo 1984       | 6                 | 0                              | 0                                  | 0                                   | 0                 | -                 |
| Calgary 1988        | 6                 | 0                              | 0                                  | 0                                   | 0                 | -                 |
| Albertville 1992    | 20                | 0                              | 0                                  | 1                                   | 1                 | 19e               |
| Lillehammer 1994    | N'a pas participé | N'a pas participé              | N'a pas participé                  | N'a pas participé                   | N'a pas participé | N'a pas participé |
| Nagano 1998         | 8                 | 0                              | 0                                  | 0                                   | 0                 | -                 |
| Salt Lake City 2002 | N'a pas participé | N'a pas participé              | N'a pas participé                  | N'a pas participé                   | N'a pas participé | N'a pas participé |
| Turin 2006          | 6                 | 0                              | 0                                  | 0                                   | 0                 | -                 |
| Vancouver 2010      | 2                 | 0                              | 0                                  | 0                                   | 0                 | -                 |
| Sotchi 2014         | N'a pas participé | N'a pas participé              | N'a pas participé                  | N'a pas participé                   | N'a pas participé | N'a pas participé |
| Pyeongchang 2018    | 10                | 0                              | 0                                  | 0                                   | 0                 | -                 |
| Total               | 77                | 0                              | 1                                  | 1                                   | 2                 | 53e               |

### Par sport
| Place | Sport                  | Médaille d'or, Jeux olympiques | Médaille d'argent, Jeux olympiques | Médaille de bronze, Jeux olympiques | Total | Rang |
| 1     | Haltérophilie          | 5                              | 8                                  | 5                                   | 18    | 11e  |
| 2     | Lutte                  | 3                              | 2                                  | 7                                   | 12    | 27e  |
| 3     | Gymnastique artistique | 3                              | 0                                  | 0                                   | 3     | 23e  |
| 4     | Boxe                   | 2                              | 3                                  | 4                                   | 9     | 26e  |
| 5     | Judo                   | 2                              | 2                                  | 4                                   | 8     | 20e  |
| 6     | Tir                    | 1                              | 0                                  | 2                                   | 3     | 44e  |
| 7     | Tennis de table        | 0                              | 2                                  | 3                                   | 5     | 6e   |
| 8     | Plongeon               | 0                              | 1                                  | 1                                   | 2     | 18e  |
| 9     | Volley-ball            | 0                              | 0                                  | 1                                   | 1     | 21e  |
| Total | Total                  | 16                             | 18                                 | 26                                  | 61    | 42e  |

| Place | Sport               | Médaille d'or, Jeux olympiques | Médaille d'argent, Jeux olympiques | Médaille de bronze, Jeux olympiques | Total | Rang |
| 1     | Patinage de vitesse | 0                              | 1                                  | 0                                   | 1     | 21e  |
| 2     | Courte-piste        | 0                              | 0                                  | 1                                   | 1     | 12e  |
| Total | Total               | 0                              | 1                                  | 1                                   | 2     | 53e  |

## Médaillés
| Médaille           | Nom | Jeux             | Sport                                | Événement                           |
| ------------------ | --- | ---------------- | ------------------------------------ | ----------------------------------- |
| Médaille d'argent  | Han Pil-hwa | 1964 Innsbruck   | Patinage de vitesse                  | 3000 mètres femmes                  |
| Médaille d'or      | Ri Ho-jun | 1972 Munich      | Tir                                  | 50 mètres carabine couché           |
| Médaille d'argent  | Kim U-gil | 1972 Munich      | Boxe                                 | Poids mi-mouches                    |
| Médaille de bronze | Kim Yong-ik | 1972 Munich      | Judo                                 | Poids plumes hommes                 |
| Médaille de bronze | Ri Chun-ok Kim Myong-suk Kim Zung-bok Kang Ok-sun Kim Yeun-ja Hwang He-suk Jang Ok-rim Paek Myong-suk Ryom Chun-ja Kim Su-dae Jong Ok-jin | 1972 Munich      | Volleyball                           | Volleyball femmes                   |
| Médaille de bronze | Kim Gwong-hyong | 1972 Munich      | Lutte                                | Lutte libre poids mouches hommes    |
| Médaille d'or      | Gu Yong-ju | 1976 Montréal    | Boxe                                 | Poids coqs                          |
| Médaille d'argent  | Ri Byong-uk | 1976 Montréal    | Boxe                                 | Poids mi-mouches                    |
| Médaille d'argent  | Ho Bong-chol | 1980 Moscou      | Haltérophilie                        | Poids mouches hommes                |
| Médaille d'argent  | Jang Se-hong | 1980 Moscou      | Lutte                                | Lutte libre poids mouches hommes    |
| Médaille d'argent  | Li Ho-pyong | 1980 Moscou      | Lutte                                | Lutte libre poids coqs hommes       |
| Médaille de bronze | Ri Byong-uk | 1980 Moscou      | Boxe                                 | Poids mi-mouches                    |
| Médaille de bronze | Han Gyong-si | 1980 Moscou      | Haltérophilie                        | Poids mouches hommes                |
| Médaille d'or      | Choi Chol-su | Barcelone 1992   | Boxe                                 | Poids mouches                       |
| Médaille d'or      | Pae Gil-su | Barcelone 1992   | Gymnastique                          | Cheval d'arçon hommes               |
| Médaille d'or      | Kim Il | Barcelone 1992   | Lutte                                | Lutte libre poids mi-mouches        |
| Médaille d'or      | Li Hak-son | Barcelone 1992   | Lutte                                | Lutte libre poids mouches hommes    |
| Médaille de bronze | Li Gwang-sik | Barcelone 1992   | Boxe                                 | Poids coqs                          |
| Médaille de bronze | Li Bun-hui et Yu Sun-bok | Barcelone 1992   | Tennis de table                      | Double femmes                       |
| Médaille de bronze | Li Bun-hui | Barcelone 1992   | Tennis de table                      | Simple femmes                       |
| Médaille de bronze | Kim Myong-nam | Barcelone 1992   | Haltérophilie                        | Poids moyens hommes                 |
| Médaille de bronze | Kim Yong-sik | Barcelone 1992   | Lutte                                | Lutte libre poids coqs hommes       |
| Médaille de bronze | Hwang Ok-sil | Albertville 1992 | Patinage de vitesse sur courte piste | 500 mètres femmes                   |
| Médaille d'or      | Kye Sun-hui | Atlanta 1996     | Judo                                 | -48 kg femmes                       |
| Médaille d'or      | Kim Il | Atlanta 1996     | Lutte                                | Lutte libre poids mi-mouches hommes |
| Médaille d'argent  | Kim Myong-nam | Atlanta 1996     | Haltérophilie                        | Poids légers hommes                 |
| Médaille de bronze | Jon Chol-ho | Atlanta 1996     | Haltérophilie                        | Poids moyens hommes                 |
| Médaille de bronze | Ri Yong-sam | Atlanta 1996     | Lutte                                | Lutte libre poids coqs hommes       |
| Médaille d'argent  | Ri Song-hui | Sydney 2000      | Haltérophilie                        | Poids plumes femmes                 |
| Médaille de bronze | Kim Un-chol | Sydney 2000      | Boxe                                 | Poids mi-mouches hommes             |
| Médaille de bronze | Kye Sun-hui | Sydney 2000      | Judo                                 | -52 kg femmes                       |
| Médaille de bronze | Kang Yong-gyun | Sydney 2000      | Lutte                                | Lutte gréco-romaine hommes 54 kg    |
| Médaille d'argent  | Kim Song-guk | Athènes 2004     | Boxe                                 | Poids plumes                        |
| Médaille d'argent  | Kye Sun-hui | Athènes 2004     | Judo                                 | Femmes 57 kg                        |
| Médaille d'argent  | Kim Hyang-mi | Athènes 2004     | Tennis de table                      | Simple femmes                       |
| Médaille d'argent  | Ri Song-hui | Athènes 2004     | Haltérophilie                        | Poids plumes femmes                 |
| Médaille de bronze | Kim Jong-su | Athènes 2004     | Tir                                  | 50 mètres pistolet hommes           |
| Médaille d'or      | Hong Un-jong | Pékin 2008       | Gymnastique                          | Saut de cheval femmes               |
| Médaille d'or      | Pak Hyon-suk | Pékin 2008       | Haltérophilie                        | Poids légers femmes                 |
| Médaille d'argent  | An Kum-ae | Pékin 2008       | Judo                                 | Femmes 52 kg                        |
| Médaille d'argent  | O Jong-ae | Pékin 2008       | Haltérophilie                        | Poids plumes femmes                 |
| Médaille de bronze | Pak Chol-Min | Pékin 2008       | Judo                                 | Hommes 66 kg                        |
| Médaille de bronze | Won Ok Im | Pékin 2008       | Judo                                 | Femmes 63 kg                        |
| Médaille d'or      | Om Yun-chol | Londres 2012     | Haltérophilie                        | Hommes 56 kg                        |
| Médaille d'or      | An Kum-ae | Londres 2012     | Judo                                 | Femmes 52 kg                        |
| Médaille d'or      | Kim Un-guk | Londres 2012     | Haltérophilie                        | Poids légers hommes                 |
| Médaille d'or      | Rim Jong-sim | Londres 2012     | Haltérophilie                        | Poids moyens femmes                 |
| Médaille de bronze | Ryang Chun-hwa | Londres 2012     | Haltérophilie                        | Poids coqs femmes                   |
| Médaille de bronze | Kim Myong-hyok | Londres 2012     | Haltérophilie                        | Poids légers hommes                 |
| Médaille de bronze | Yang Kyong-il | Londres 2012     | Lutte                                | Lutte libre hommes 55 kg            |
| Médaille d'or      | Rim Jong-sim | Rio 2016         | Haltérophilie                        | Femmes 75 kg                        |
| Médaille d'or      | Ri Se-gwang | Rio 2016         | Gymnastique                          | Saut de cheval hommes               |
| Médaille d'argent  | Om Yun-chol | Rio 2016         | Haltérophilie                        | Hommes 56 kg                        |
| Médaille d'argent  | Choe Hyo-sim | Rio 2016         | Haltérophilie                        | Femmes 63 kg                        |
| Médaille d'argent  | Kim Kuk-hyang | Rio 2016         | Haltérophilie                        | Femmes + 75 kg                      |
| Médaille de bronze | Kim Song-guk | Rio 2016         | Tir                                  | 50 mètres pistolet hommes           |
| Médaille de bronze | Kim Song-i | Rio 2016         | Tennis de table                      | Simple femmes                       |
| Médaille d'argent  | Kim Kum-yong et Ri Jong-sik | 2024 Paris       | Tennis de table                      | Double Mixte                        |
| Médaille d'argent  | Jo Jin-mi et Kim Mi-rae | 2024 Paris       | Plongeon                             | 10 mètres synchronisé - Femme       |
| Médaille de bronze | Kim Mi-rae | 2024 Paris       | Plongeon                             | Haut-vol féminin                    |
| Médaille de bronze | Pang Chol-mi | 2024 Paris       | Boxe                                 | Poids coqs - Femme                  |
| Médaille de bronze | Ri Se-ung | 2024 Paris       | Lutte                                | Lutte gréco-romaine hommes 60kg     |
| Médaille de bronze | Choe Hyo-gyong | 2024 Paris       | Lutte                                | Lutte libre femmes 53kg             |